# Orel (sport)
Orel (z czes. Orzeł)  – czeska organizacja sportowa, powstała na początku XX wieku na Morawach, złożona z katolickich sportowców. Określenie dokładnej daty powstania organizacji jest problematyczne, ponieważ pochodzi z czasów tworzenia i łączenia się lokalnych wspólnot katolickich z przełomu XIX i XX stulecia. Prawdopodobna data powstania to między 1902 a 1909 rokiem. Utworzenie tejże organizacji było odpowiedzią na powstanie antykatolickiego Sokoła.

## Liczba członków
Orel ma obecnie 17000 członków, działa na terenie całych Czech.

## Uprawiane sporty
Do najczęściej uprawianych sportów należą: piłka nożna, tenis stołowy, hokej na lodzie.